# Požár v Prachaticích (1507)
Požár v Prachaticích, k němuž došlo 16. října 1507, poškodil značnou část tehdejšího pozdně středověkého města.
Zničil většinu tehdejších budov, popelem lehl také místní zámek a u hlavního kostela se zřítily obě jeho věže. 
Značné zničení tehdejších domů, především poškození před nějakou dobou dostavěného kostela sv. Jakuba Většího, vytvořilo prostor pro budoucí renesanční přestavbu historického jádra města tak, jak je dochována do současné doby. Požár také inicioval vznik nového pásu opevnění okolo Prachatic a původní poničené zdivo bylo integrováno do nově budovaných domů na okraji dnešního městského centra. 